# Drosophila teissieri
Drosophila teissieri är en tvåvingeart som beskrevs av Léonidas Tsacas 1971. Drosophila teissieri ingår i släktet Drosophila och familjen daggflugor.
Artens utbredningsområde täcker västra och södra Afrika.